# Marcel Tinazzi
Marcel Tinazzi (Maghnia, 23 novembre 1953) è un ciclista su strada francese.

## Carriera
Professionista dal 1977 al 1986, fu campione francese nel 1977; per buona parte della sua carriera fu gregario di Sean Kelly.

## Palmarès

### Strada
- 1977

Campionati francesi su strada
- 1982

Bordeaux-Parigi